# Breivoll
Breivoll est une localité du comté de Troms, en Norvège.

## Géographie
Administrativement, Breivoll fait partie de la kommune d'Ibestad.